# Skriknäshornsfågel
Skriknäshornsfågel (Bycanistes fistulator) är en fågel i familjen näshornsfåglar inom ordningen härfåglar och näshornsfåglar.

## Utseende och läte
Skriknäshornsfågeln är en medelstor näshornsfågel. Fjäderdräkten är tydligt svartvit, med svart på huvud, rygg, vingens framsida och centralt på stjärten. I flykten är vingarna tydligt svartvita. Den liknar palmtokon, men har breda vita vingpennor, mindre näbb och kortare halls. Bland lätena hörs serier med kacklande toner och ljusare pipiga visslingar.

## Utbredning och systematik
Fågeln förekommer i västra och centrala Afrika och delas in i två grupper av tre underarter med följande utbredning:
- Bycanistes fistulator fistulator – mangrove och fuktiga skogar från Senegal till Nigerfloden
- sharpii-gruppen
  - Bycanistes fistulator sharpii – Nigerfloden till Kamerun, Gabon och norra Angola
  - Bycanistes fistulator duboisi – Kamerun till norra Angola, Centralafrikanska republiken och Uganda

Birdlife International och IUCN urskiljer sharpii-gruppen som en egen art, Bycanistes sharpii. 

## Levnadssätt
Skriknäshornsfågeln är en skogslevande fågel. Den ses ofta flyga över trädtoppar eller tvärs över vägar.

## Status
IUCN hotkategoriserar underartsgrupperna (eller arterna) var för sig, båda som livskraftiga.